# Leatherface: Texas Chainsaw Massacre III
Leatherface: Texas Chainsaw Massacre III (titulada: La matanza de Texas 3 en España y La masacre de Texas 3 en Hispanoamérica) es una película estadounidense de terror de 1990, dirigida por Jeff Burr. Se trata de la secuela de The Texas Chain Saw Massacre y de The Texas Chainsaw Massacre 2, siendo Leatherface el único sobreviviente de la familia Sawyer original tras la explosión de la segunda parte. A pesar de que se decidió dejar de lado la comedia negra vista en la entrega anterior y volver al terror como en la primera, la película no fue bien acogida, ya que en realidad tenía poco que ver con las películas anteriores y fue un fracaso en la taquilla.

## Trama
El prólogo de esta película revela que Sally Hardesty, quien sobrevivió a Leatherface en la primera película muere en un Centro de Rehabilitación en el año 1977 (la causa de su muerte es desconocida). También mencionan que un familiar, W.E. Sawyer, fue atrapado y ejecutado por aquellos crímenes.
Ahora, un tiempo después de los acontecimientos de la película anterior, se ve a Leatherface; el cual empieza a matar a una joven con un mazo para después cortarle el rostro, mientras una niña está mirando aterrorizada la escena. En otra parte, Michelle y su novio, Ryan, están viajando por la carretera en Texas para entregar un auto al padre de esta. Llegan hasta un local donde conocen a dos extrañas personas, Alfredo y Tex. Empieza a anochecer y Michelle y Ryan dejan el grifo para ir por una ruta que Tex les recomendó. De pronto, un camión se les aparece en el medio para después aparecer Leatherface atacándolos con su motosierra. Michelle lo atropella dejándolo aturdido y huyen.
Después conocen a un conductor de camiones llamado Benny. Su camión choca y, pidiendo ayuda, conocen a un hombre con un garfio como mano llamado Tinker. Benny desconfía de él pero al ir a advertirles a Michelle y Ryan, aparece Leatherface en frente suyo. Este lo ataca pero la niña de antes lo salva y luego le cuenta que Leatherface mató a su familia. Al oír que Michelle y Ryan lo buscan, Benny deja a la niña, quien después es asesinada por Leatherface. Ryan le dice a Michelle que huya donde llega hasta una casa. Ahí es atacada por otra niña (que resulta ser la hija de Leatherface) y después aparece Tex, quien la deja inconsciente. Para cuando despierta, Michelle está amordazada dentro de la casa, en donde se entera de que Tex, Alfredo y Tinker son de la familia Sawyer y hermanos de Leatherface. También se ve que el Abuelo está muerto.
Cuando Leatherface vuelve a casa, su familia le regala una motosierra dorada que dice grabada "La sierra es la familia" (Una frase que dice Drayton en una escena de The Texas Chainsaw Massacre 2). Más tarde, este se pone a estudiar su escaso vocabulario con una computadora mientras su familia amordaza a Michelle para la cena familiar. Mientras tanto, la niña mata a Ryan con un mazo. Leatherface se prepara para matar a Michelle pero aparece Benny con un rifle y los ataca, matando a Mama Sawyer, volando la oreja de Tinker y rematando al Abuelo. Benny y Michelle escapan pero son perseguidos por Leatherface. Este ataca a Benny sin matarlo y va por Michelle. Tex y Benny, quien sobrevive, pelean y al final este moja a Tex en gasolina y con un fósforo que la niña de antes le había dado lo quema y muere. Después salva a Michelle de ser asesinada por Leatherface en medio de un bosque, donde al final lo ahogan en el arroyo. Benny y Michelle toman el camión de Alfredo pero este los ataca. Michelle le dispara y huye con Benny en el camión sin notar que Leatherface está con su motosierra a unos metros de ellos.

## Reparto
- Kate Hodge es Michelle.
- William Butler es Ryan.
- Ken Foree es Benny.
- Toni Hudson es Sara.
- Viggo Mortensen es Tex Sawyer.
- Joe Unger es Tinker Sawyer.
- R.A. Mihailoff es Leatherface
- Tom Hudson es Chuck.
- Emily David es Salie.
- Tom Everett es Alfredo Sawyer.
- Jennifer Banko es Little Girl.
- Beth DePatie es Gina.
- Duane Whitaker es Ken.
- Miriam Byrd-Nethery es Mama Sawyer.
- Caroline Williams es Vanita "Stretch" Brock (cameo).

## Curiosidades
- En la segunda película, Leatherface y su abuelo quedaron totalmente heridos durante la batalla con Lefty, también con la explosión en la que Drayton activó una granada (se supone que todos ellos morirían tras las explosión en la que nadie sobrevirían).
- Al principio se nombra que Sally Hardesty murió en un Centro de Rehabilitación en 1977. En cambio en la anterior película se nombra que aún permanecía con vida y en un estado en menos preocupación.
- Por unos instantes, se ve a Caroline Williams, la actriz que dio vida a Vanita "Stretch" Brock en la segunda película. Se confirmó que se trata del mismo personaje, años después de la película anterior.
- Jeff Bur quería que Gunnar Hansen volviera a repetir su papel como Leatherface, pero no pudieron llegar a un acuerdo sobre la remuneración financiera.

## Música
1. "Leatherface" (Lääz Rockit) - 4:10
2. "Bored" (Death Angel) - 3:27
3. "When Worlds Collide" (Wrath) - 5:42
4. "Spark In My Heart" (Hurricane) - 4:56
5. "Power" (SGM) - 4:05
6. "One Nation" (Sacred Reich) - 3:20
7. "Monster Mash" (Utter Lunacy) - 5:31
8. "Methods Of Madness" (Obsession) - 3:24
9. "Psychotic Killing Machine" (MX Machine) - 3:22